# Shueisha
Shueisha (集英社, Shūeisha) é a maior editora do Japão, com sede em Tóquio. A companhia foi fundada em 1925 como divisão de publicações ligadas ao entretenimento da editora japonesa Shogakukan. No ano seguinte a Shueisha se separou se tornando uma companhia independente. A divisão Jump Comics da Shueisha é uma grande publicadora de mangá.

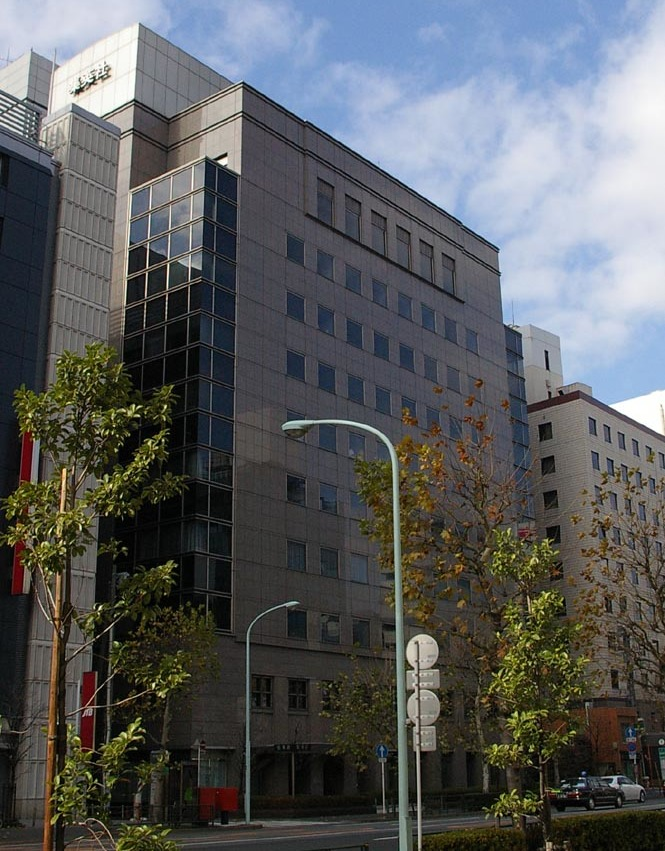
Shueisha Jimbocho Building em Chiyoda-ku, Tóquio

Shueisha depois fundou a Hakusensha, que se tornou uma das editoras de maior sucesso do Japão.
Homesha (ホーム社, Hōmusha) é uma das muitas gráficas operadas pela Shueisha.
Shueisha publica a revista Shonen Jump e é organizadora do Prêmio Tezuka no Japão. Shonen Jump, iniciada em 1968, é a mundialmente mais popular e sucedida revista japonesa de manga magazine.
Shueisha, como a Shogakukan, é dona da Viz Media, Responsável pelas publicações de mangás de ambas companhias nos Estados Unidos.

## Mangás e Revistas publicadas pela Shueisha
- Akamaru Jump
- Business Jump
- Monthly Shonen Jump
- Super Jump
- Ultra Jump
- V Jump
- Weekly Shonen Jump
- Young Jump
- Chorus
- Comic Gum
- Cookie
- Margaret
- Bessatsu Margaret
- DX Margaret
- The Margaret
- Ribon
- Ribon Original
- YOU
- Young YOU
- Office YOU
- Tokumori

## Outras revistas publicadas pela Shueisha
- Playboy
- Non-No
- Seventeen

## Títulos de mangás publicados pela Shueisha
- Assassination Classroom
- Black Clover
- Bakuman
- Beelzebub
- Bouken Oh Beet (ou Beet the Vandel Buster)
- Bleach
- Bobobo-bo Bo-bobo
- [1]Busou Renkin
- Captain Tsubasa
- City Hunter
- Cowa!
- Death Note
- Den'ei Shōjo (Video Girl Ai)
- Digimon Xros Wars
- Dragon Drive
- Dr. Slump
- Dr. Stone
- D.Gray-man
- Dragon Ball
- Dragon Quest : Dai no Daibouken
- DNA²
- Elfen Lied
- Enigma
- Gintama
- GUNNM (a.k.a. Battle Angel Alita)
- Haikyū!!
- Hikaru no Go
- Hokuto no Ken (ou Fist of the North Star)
- Hōshin Engi (Soul Hunter)
- Hunter × Hunter
- Ichigo 100%
- I"s
- JoJo's Bizarre Adventure
- Katekyo Hitman Reborn (Reborn!)
- Kinnikuman
- Tatakae!! Ramenman
- Kinnikuman: Nisei (ou Músculo Total)
- Kimetsu no Yaiba
- Kochira Katsushika-ku Kameari Kōen-mae Hashutsujo (ou Kochikame)
- Kuni ga Moeru
- Kuroko no Basket
- Legendz
- Level E
- Liar Game
- Meiryo-tei Goto Seijuro
- Nana
- Naruto
- One Piece
- Onmyou Taisenki
- One Punch-Man
- Tennis no Ouji-Sama (ou Prince of Tennis)
- Read or Die
- Versailles no Bara (ou A Rosa de Versailles)
- Rurouni Kenshin (ou Samurai X)
- Saint Seiya (ou Cavaleiros do Zodíaco)
- Slam Dunk
- Shaman King
- Shokugeki no Soma
- TISTA
- Tokyo Ghoul
- Toriko
- Tenjo Tenge
- Yu-Gi-Oh!
- Yu-Gi-Oh! GX
- Yu-Gi-Oh! R
- Yu Yu Hakusho
- Yakusoku no Neverland
- Whistle!
- World Trigger
- Zombiepowder